# 宮尾俊太郎
宮尾 俊太郎（みやお しゅんたろう、1984年2月27日 - ）は、北海道根室市出身のバレエダンサー、俳優である。
ホリプロ所属。熊川哲也が率いる Kバレエカンパニーのゲスト・アーティスト。

## 概要
2004年から2020年までKバレエカンパニーに在籍し、2015年からはプリンシパル（最高位ダンサー）としてほぼすべての作品に主演。2014年3月、自らが座長を務めるBallet Gents（バレエジェンツ）を結成し、演出・振付を手掛ける。Kバレエカンパニーの常任振付として、振付分野でも活躍。近年はテレビやミュージカルの出演など、バレエ以外の分野にも活動の幅を広げている。

## 人物・略歴
- ピアノ教師の母と高校の音楽教師の父のもと、北海道に生まれる。3歳から自らもヴァイオリンを学んでいた。中学では美術部で絵画に親しみ絵描きを目指していた。
- 14歳のとき、熊川哲也が出演するCMをみて「男らしい雰囲気に圧倒され、きらびやかな世界観に魅了」されて、札幌舞踊会でバレエを始める。バレエを始めるにしてはかなり遅い年齢であったが、本人は気に留めずバレエにのめり込んでいった。
- 日本の講習会で出会ったパリ・オペラ座バレエの名花モニク・ルディエールに誘われ、北海道有朋高等学校を中退し[2]、17歳でルディエールが校長を務めるフランス　カンヌのロゼラ・ハイタワー・バレエ学校に留学。在学中にはカンヌ・ジュ・ヌ・バレエのツアー公演に参加、オランダ、フランス、モナコでの公演に出演し、バランシン振付「コンチェルト・バロッコ」、キリアン振付「イブニングソング」を、卒業公演の「ドン・キホーテ」全幕ではバジルとエスパーダを踊っている。
- 帰国後は熊川哲也が師事した久富淑子のもとで学び、2004年、20歳のときに熊川哲也率いるK-BALLET COMPANYに入団。
- 熊川哲也による厳しい指導を受け頭角を現し、「ドン・キホーテ」「白鳥の湖」「ジゼル」等次々と主演を果たす。2007年9月ソリスト、2009年9月ファースト・ソリスト、2012年10月プリンシパル・ソリスト、2015年12月プリンシパル（最高位ダンサー）に昇格。
- 2008年、たかの友梨ビューティーのCMに出演し、米倉涼子のダンスの相手役を務めるほか、日本テレビ系列の番組「アナザースカイ」の司会を今田耕司、LIZAと約2年間務めるなど、テレビの出演も数多い。
- 2010年1月スタートのTBS系ドラマ「ヤマトナデシコ七変化」で、連続ドラマ初出演し、その後も「IQ246～華麗なる事件簿～」「下町ロケット」「私の家政夫ナギサさん」などのドラマに出演している。
- 2013年にはミュージカル「ロミオとジュリエット」で死のダンサー役に抜擢（2019年にも出演）。近年のミュージカル出演では、歌唱のある役にも抜擢されている。
- 2013年にボリショイ・バレエのスターダンサーであった世界的プリマ　ニーナ・アナニアシヴィリと『白鳥の湖』全幕のジークフリード王子役で共演する。
- 2014年3月、自らが座長を務めるBallet Gentsを結成。演出・振付を手掛ける。
- 2014年12月、ローラン・プティが熊川哲也のために創作した『ボレロ』を、東急ジルベスターコンサート2014-2015で踊りテレビ東京にて生放送される。
- 2019年2月、主演映画『吾郎の新世界[3]』にて、ロンドンフィルムメーカー国際映画祭 2019「外国語映画部門 最優秀撮影賞」を受賞。
- 2019年9月、Kバレエ カンパニー常任振付に就任。バレエ団のレパートリーとして「Piano Concerto Edvard」を手がけたり、Bunkamuraチャレンジ映像作品「運命 FATE」でも演出・振付を手がけている[4]。
- 2020年9月、Kバレエ カンパニー ゲスト・アーティストに就任。
- 2025年9月、Kバレエ カンパニー 芸術監督に就任[5]。

## エピソード
- 留学後なかなか就職先のバレエ団が決まらず傷心のうちに帰国。いっときバレエから離れていたが、「学生でないのだから働け」という厳格な父の方針で、居酒屋やコンビニでアルバイト経験もした。その際に働いた高級和食店で「昨日熊川さんが打ち上げをしにきていたよ」という話を聞き、「ぼくもそちら側にいたかった」という強い想いにかられ、再びバレエの道を目指した。その翌年にはKバレエカンパニーに入団を果たすことになる。
- 熊川が宮尾にかける期待は厚く、二十代の頃受けた熊川からの指導は大変厳しかったといい「毎朝稽古場に入るのに覚悟が必要なほど」であったと語っている。個人指導を受ける貴重な機会にも恵まれたが、それは「とてつもない緊張感漂うエンドレスとも思える厳しい指導」であったというが、「あの頃がなければその後の自分はないので、感謝しかない」と振り返っている。
- 日本人離れした長身と長い手足、恵まれた容姿を生かした優雅な佇まいが魅力であり、バレエ作品では王子役を当たり役としている。研究熱心で好奇心旺盛な性格であり、新たな役やジャンルに挑戦するときには、幅広いジャンルの本を読み役作りをする。
- 世界的バレリーナの中村祥子やニーナ・アナニアシヴィリのパートナーを務めるなど、女性を美しくみせるサポート技術も高く評価されている。
- 2009年、稽古中に左ひざを負傷し、手術。約1年間のリハビリ生活を経て見事に舞台復帰した。
- 卒業アルバムに「絵の仕事ならなんでも」と夢を描くほどだった美術の才能は、2019年のMBS「プレバト！！」　で発揮された。2019年5月放送「油絵の才能査定ランキング」でトウシューズを描いた絵画で満点を取り「才能アリ1位」に。専門家に「これはプロ的」と絶賛を受けた。熊川哲也はこの絵をみて、「素敵、ダンサー辞めたほうがいいよ」とコメントしたという。  2019年9月放送の「俳句の才能査定ランキング」「消しゴムはんこの才能査定ランキング」でも「才能アリ第１位」に。俳句では、宮尾の「回転寿司　根室さんまの　ボレロかな」という句に対し「素直に書けば良い、という見本のよう。」と好評をうけた。消しゴムはんこでは「シンデレラ城とガラスの靴」をテーマに創作し、「光の表現がとてもよい」と評を受けた。
- 趣味はバイク。「父親がバイク好きで子供の頃よく後ろにのせてもらっていたこと」が影響していると語る。二十歳で免許を取得してからは、ヤマハのドラッグスタークラシック、カワサキZ1000、ヤマハV-MAX、スズキGSX1300Rハヤブサ、DUCATIパニガーレV4Sなどを乗り継いでいる。自らの運転スタイルについては「安全運転に勝るカッコいい乗り方はない」[6]とモットーを語っている。

## バレエレパートリー

### 主な出演作
- 『シンデレラ』の王子
- 『ロミオとジュリエット』のロミオ／パリス
- 『ラ・バヤデール』のソロル
- 『海賊』のコンラッド／ランケデム
- 『くるみ割り人形』のくるみ割り人形／王子／ねずみの王様／ドロッセルマイヤー
- 『ドン・キホーテ』のバジル／エスパーダ
- 『白鳥の湖』のジークフリード
- 『ジゼル』のアルブレヒト／パ・ド・シス
- 『眠れる森の美女』のフロリムント王子／宝石
- 熊川振付『カルメン』のドン・ホセ／エスカミーリョ
- 熊川振付『マダム・バタフライ』のピンカートン
- 熊川振付『クレオパトラ』のアントニウス
- 熊川振付『ベートーヴェン 第九』第3楽章主演
- 熊川振付『ウォルフガング』のサリエリ
- アシュトン振付『二羽の鳩』のジプシーの恋人
- アシュトン振付『レ・パティヌール〜スケートをする人々〜』のホワイトカップル
- アシュトン振付『バレエ ピーターラビット™と仲間たち』のきつねの紳士
- アシュトン振付『真夏の夜の夢』のデミトリアス
- バランシン振付『シンフォニー・イン・C』第１楽章主演
- プティ振付『ボレロ』　＊これまで熊川哲也と宮尾俊太郎しか踊っていない。
- プティ振付『アルルの女』のフレデリ
- 服部有吉振付『戦慄』
- スカーレット振付『Promenade Sentimentale』
- 山本康介振付『Thaïs Mēditation』

### 振付作品
- 『Piano Concerto Edvard』2018年　K-BALLET COMPANY
- 『Cerebration all for you』2020年　Tokyo Girls Collection
- 『La Festa』2016年　Ballet Gents
- 『Five Jewels』2015年　Ballet Gents
- 『ルスランとリュドミラ』序曲 2016年　Ballet Gents
- 『ファランドール』2016年　Ballet Gents
- Bunkamuraチャレンジ映像作品『運命 FATE』（YouTubeにて公開[4]）

## 出演

### テレビ番組
- アナザースカイ（2008年10月 - 2010年9月、日本テレビ系列) ※司会
- スペシャルギフト（2009年、日本テレビ）
- 関口宏の東京フレンドパークII（2010年、TBS）
- はなまるカフェ（2010年、TBS）
- 徹子の部屋（2011年、テレビ朝日）
- Crossroad 宮尾俊太郎密着ドキュメント（2013年、テレビ東京）
- 東急ジルベスターコンサート2014-15出演。（2014年、テレビ東京）
- げっきんチェック “俊太郎が行く”コーナー担当。（2018 - 2020年、TUF）
- プレバト!! ”1位才能あり”を3度受賞。（2019年、毎日放送）
- 秘密のケンミンSHOW（2021年10月14日、読売テレビ）※以降、不定期で数回出演

### テレビドラマ
- ヤマトナデシコ七変化 （2010年1月15日 - 3月19日、TBS） - 森井蘭丸 役
- レジデント〜5人の研修医 第6話（2012年11月22日、TBS） - 赤城雄太 役
- 新春ドラマスペシャル “新参者”加賀恭一郎「眠りの森」（2014年1月2日、TBS） - 高柳バレエ団・紺野健彦 役
- 表参道高校合唱部! 第2話、第4話、第7話（2015年7月24日、8月7日、9月4日、TBS） - 服部医師 役
- IQ246〜華麗なる事件簿〜（2016年10月16日 - 12月18日、TBS） - 山田次郎 役[7]
- 下町ロケット 第8話 - 最終話（2018年12月2日 - 23日、TBS） - 堀田文郎 役[8]
  - 新春ドラマ特別編「下町ロケット」（2019年1月2日）
- 私の家政夫ナギサさん（2020年7月7日 - 9月1日、TBS） - 肥後菊之助 役[9]
  - 私の家政夫ナギサさん 新婚おじキュン! 特別編（2020年9月8日）[10]
- カンパニー〜逆転のスワン〜（2021年1月10日 - 2月28日、NHK BSP・BS4K）- 高野悠 役[11]
- つまり好きって言いたいんだけど、（2021年10月7日 - 12月23日、テレビ東京） - 朝比奈玲司 役[12]
- 東京の雪男 第4話（2023年2月25日、NHK Eテレ） - シェキ 役[13]
- アンチヒーロー 第3話（2024年4月28日、TBS） - 工藤弘和 役[14][15]
- イップス 第4話（2024年5月3日、フジテレビ） - 小泉春樹 役[16]
- 西園寺さんは家事をしない 第5話（2024年8月6日、TBS） - 肥後菊之助 役　※「私の家政夫ナギサさん」で演じたキャラクターと同一人物[17]
- 無能の鷹（2024年10月11日 - 11月29日、テレビ朝日） - 鵤流星 役[18]
- 大河ドラマ べらぼう〜蔦重栄華乃夢噺〜 第13回 - （2025年3月30日 - 、NHK総合） - 田沼意致 役[19][20]

### 映画
- 花のあと（2010年3月13日、東映） - 江口孫四郎 役
- 吾郎の新世界（2019年3月2日、スタジオブルー） - 主演・吾郎 役　＊ロンドンフィルムメーカー国際映画祭 2019「外国語映画部門 最優秀撮影賞」
- ウェディング・ハイ（2022年3月12日、松竹） - 村木武史 役[21]
- 魔女の香水（2023年6月16日、アーク・エンタテインメント） - 榊亮太 役[22][23]

### 舞台
- 華麗なるダンスの競演「スーパー・ダンス・プレミアム」（2007年）
- ミュージカル「ロミオ&ジュリエット」（2013年・2019年） - 死のダンサー 役
- ミュージカル「ウーマン・オブ・ザ・イヤー」（2018年） - アレクセイ・ペトリコフ 役
- ミュージカル「チェーザレ 破壊の創造者」（2020年） - ミゲル・ダ・コレッラ 役 ※COVID-19のため中止
- BALLET GENTS
- 舞台「ハリー・ポッターと呪いの子」（2022年・2024年） - ドラコ・マルフォイ 役[注釈 1][24][25]
- 舞台「未来少年コナン」（2024年） - ダイス 役[26]
- 舞台「世界の終りとハードボイルド・ワンダーランド」（2026年） - ”影” 役[27]

### ラジオ
- DJクラシック～宮尾俊太郎の舞踊へのエスコート（NHK-FM 毎月第2金曜、2017年4月14日 - 2018年3月30日[28]）[29]
- J-WAVE「TOKYO MORNING RADIO」
- ラジオNIKKEI第1『中野アナへちょっと言わせて!〜雷部屋』vol.170

### 雑誌
- ザ・テレビジョン（2008年12月5日号）
- BRUTUS（2009年7月15日号）
- 週刊朝日（2010年12月３日号）特集
- an（2010年12月6日）表紙
- Gainer（2011年4月号）表紙
- Tarzan（2008年8月27日号 No.512・2020年2月13日号 No.780）
- GQ JAPAN
- MOTO NAVI 2022年春号

ほか多数

### CM・広告
- CM 「たかの友梨ビューティクリニック」2008年（米倉涼子と共演）
- CM 「キリン氷結」 2010年 (深田恭子と共演)
- 広告メインビジュアル　VOLVO V40 T5-R

## 書籍・DVD

### 書籍
- 写真集「MIYAO」（2011年2月17日、学研パブリック）

### DVD
- BALLET OF LIFE（2011年3月2日、ポニーキャニオン）
- K-BALLET COMPANY「シンデレラ」王子役（2012年10月17日、TBS）